# Callaeum chiapense
Callaeum chiapense là một loài thực vật có hoa trong họ Malpighiaceae. Loài này được (Lundell) D.M.Johnson mô tả khoa học đầu tiên năm 1986.